# 地球の秘密
『地球の秘密』（ちきゅうのひみつ）は、島根県簸川郡斐川町（後の出雲市）の12歳の少女・坪田愛華による漫画。英題は『Secrets of The Earth』。環境問題をテーマとし、地球の自然の構造、公害などによる自然破壊、人々が自然を守るために行うべき環境運動などを取り上げた作品である。作者が満12歳で死去した後、作者の両親や斐川町により増刷され、新聞報道などで全国的な話題を呼んだ。さらに日本国外に紹介され、国際連合環境計画のグローバル500賞を、子供として初めて受賞した。小学校の学習課題で作られた漫画だが、2004年（平成16年）に出版文化社より市販されている。日本国外でも英語版を始めとして11か国語に翻訳され、世界中の子供たちに読まれている。

## あらすじ
全6章で構成される。
1. 地球の歴史を探れ!!
主人公である小学生の少年少女・英一と留美が、図書館で見つけた本『地球の秘密』を読み始める。本の中から地球の精・アースが現れて地球の勉強に誘い、46億年に渡る地球の歴史、生物の誕生から現代にいたるまでの歴史を語る。
2. 自然界のバランスを知ろう!!
さらなる地球の勉強として、地上の土が生命を支える様子、植物の光合成、食物連鎖、地球上の大気の循環などが語られる。
3. 現在の地球を探れ!!
これまで述べられた地球の仕組みに、現在起こっている問題として、環境汚染、オゾン層の破壊、森林伐採などが語られる。英一と留美は、それは決して国外の話ではなく、小学生である自分たちの生活もそれらの原因となり得ること、さらに日本にも酸性雨が降っており、環境破壊は自分たちにも関係があることを知る。
4. みんなで地球を守ろう!!
英一と留美は地球の環境問題を知り、地球を守る方法を学び始める。地球を守る人々として、各種環境保護団体、市民運動などが紹介され、国際的な環境保護としてラムサール条約、ワシントン条約など、様々な国際条約が解説される。他にも小学生が日常生活の中で可能なことして、アルミ缶回収、水や紙の節約なども紹介される。
これらを通じて英一と留美は、日常生活におけるわずかな工夫で環境保護に協力できることを自覚する。それを見届け、アースは2人の前から姿を消す。
5. その後のおはなし
英一と留美はが環境保護のために、アルミ缶回収や古紙回収などのリサイクル運動を開始する。2人の行動はやがて友達の共感を呼び、活動の輪は友達みんなへと広がり、物語が締めくくられる。
6. 感想（この本を作って）
物語本編ではなく、著者が執筆後の感想として、地球の未来へ向けたメッセージを述べている。

## 登場人物
英一（えいいち）
好奇心に富む少年。小学6年生。
留美（るみ）
読書が大好きな少女。小学6年生。
アース
留美が市立図書館で借りた本「地球の秘密」から現れた地球の精霊。英一と留美に地球の秘密を語る。

## 作風とテーマ
自然の中に循環している生命には、無駄な物は一切存在せず、皆が支え合っているという概念のもとに、生物などが環境に果たす役割の重要性を訴えられている。海洋汚染、酸性雨、オゾン層の破壊などの仕組みもわかりやすく解説されている。作者が、本作の製作時期である1991年に勃発した湾岸戦争に関心を抱いていたことから、湾岸戦争による環境破壊も取り上げられている。
さらに主人公の少年少女が環境保護に目覚める物語となっており、今後の地球の未来を守るための人間の心の在り方に至るまで、物語は広がっている。
登場人物には、かわいらしく、親しみの持てるキャラクターが使われており、また要所要所に図を入れるなど、小さな子供でもわかりやすいよう、工夫されている。

## 製作背景

### 執筆から完成まで
1991年（平成3年）。斐川町の町立西野小学校では、6年生の国語において環境問題の調査を生徒たちの課題にもうけ、調査結果のまとめ方は各自の自由とした。
生徒たちが思い思いの方法で資料をまとめる中、当時の生徒の1人である坪田愛華は、漫画を描くことが得意であったことや、小学1年生にも理解してもらえるようにとの意図から、低学年向けの環境漫画の執筆を考案し、同年10月より執筆を開始した。図書館でも熱心に調査し、友達からの遊びの誘いも断り、いつも夜遅くまでかけて描き続けた。表紙だけでも3回も描き直した。
両親の談によれば、愛華は10歳のときにすでに地球に対して強い関心を抱き、この年の1月には、湾岸戦争の激化によりイラクの遺跡が破壊されることを危惧し、同戦争で原油にまみれた水鳥の姿にショックを受けていたという。修学旅行で被爆地である広島県へ行き、平和について学んだことも背景にあった。
約2か月間を費やした執筆の末に、2学期の終業式当日である同1991年12月25日、『地球の秘密』と題した漫画がほぼ完成し、あとは彩色しての仕上げを残すのみの状態であった。
しかしその夜の12月26日午前1時頃、愛華は就寝中に体調が突如急変した。同日朝、課題を学校へ提出することなく入院した。翌日の1991年12月27日朝、小脳出血により死去した。それまで健康そのものであり、病気の兆候など全く無く、わずか12歳というあまりに早い、そして突然の死であった。

### 作者の没後
作者の母である坪田揚子は、遺作となった『地球の秘密』の内容に驚き、「娘の棺桶の中に入れるものではなく、皆に残すべき」と考えた。翌1992年（平成4年）2月、揚子は愛娘が皆の心に生きることを願い、『地球の秘密』を自費でコピーし、西野小学校の同級生らと教員らに配布した。
折しも別件で読売新聞の記者が学校に取材に来ており、その記者の目に本作がとまった。本作に感銘を受けて朝日新聞の販売店に持ち込んだ保護者もいた。こうして本作は期せずして、読売、朝日の2大新聞で同日の新聞記事に取り上げられ、両親の家や学校宛てに、本作を読みたいとの問合せが殺到した。環境保護について地球という大きな観点で捉えていながら、年少者向けに漫画というわかりやすい形式で述べられた内容は話題を呼び、活動の輪が急速に広まることとなった（後述）。
同1992年6月、地球環境平和財団が冊子版を発行した。これは一般書店での販売ではなく、同団体が申し込みに応じて発行していた。その後の2004年（平成16年）12月、出版文化社より市販本が発行され、一般書店での購入が可能となった。出版文化社版では、生前の作者の言葉を頼りに、グラフィックデザインの経験を持つ母の坪田揚子が全ページの彩色を行ない、簡素だった従来の装丁がA4判ハードカバーに改められた。

## 派生作品

### 書籍・印刷物
地球は今…
高木善之による環境読本シリーズ。本作のキャラクター「アース」が案内役で登場する。1995年7月20日発行、全10巻。
地球の秘密 楽しく学ぶ地球の不思議
本作をもとにした日めくりカレンダー。本作のキャラクターがカレンダー上で様々な地球の秘密を案内する。出版文化社刊、2006年（平成18年）12月製作。

### アニメーション
愛華ちゃんの地球
日本コロムビア制作による環境教育用ビデオ。作者の本作の製作への取り組みから両親による遺作の出版までの過程をアニメ化した作品。監督は杉山卓、声の出演は今村雅美、伊藤美紀。1993年9月完成、1993年10月1日発行。33分。1995年（平成7年）5月までに500本が売れ、教材用としては好調の売れ行きを示した。今村雅美のボーカルによるサウンドトラックも存在する。
地球の秘密
日本コロムビア制作による環境教育用ビデオ。原作の内容が忠実に再現されており、キャラクターデザインも原作の画調がアニメ風に落とし込まれている。アースの声優は薬師丸ひろ子。全2巻。1996年（平成8年）2月完成、同年3月20日発売。

### 舞台芸術
地球が泣いている
東京都武蔵野市の人形劇団「ぱぺっと」による人形劇。主人公の少女「アイカ」が地球を救うため、酸性雨、フロンガス、二酸化炭素の3大魔王と命がけで戦う物語。元は舞台演出家の伊勢谷宣仁が脚本を担当したオペラであり、「ぱぺっと」の代表者が人形劇化を申し入れた後、伊勢谷らが本作を知り、発想が酷似していることから、主人公の名を変更して完成に至った。作者の遺志を継ぐ形で、1993年（平成5年）5月、作者の母校である西野小学校での初演以来、日本全国100か所以上で公演された。
あいと地球と競売人
本作をモチーフとしたミュージカル。本作に感銘を受けた作詞家や音楽家らが、オリジナルミュージカルとして大幅に翻案した作品である。地球を汚染して競売にかけようとする妖怪たちに、天国の「あいちゃん」の遺志を継いだ子供たちが立ち向かう。1994年（平成6年）3月29日の初演後、島根県を中心として上演され続けた。2009年（平成21年）10月31日、日本海テレビで、本作上演に至るまでの関係者たちの奮闘ぶりを描いたドキュメンタリー『みんなすきさ 地球がすきさ』が放映された。
予算確保の困難さから、20年目を区切りとして2013年（平成25年）を最後に一旦は休演。その後も過去の出演者たちが再演を望み、クラウドファンディングにより2018年（平成30年）、5年ぶりの再演が実現した。2018年（平成30年）9月30日には、この再演の模様が日本テレビの特別番組『イチスペ!』で放映された。
地域の活性化につながるとの面でも高く評価されているが、2018年の『イチスペ!』での紹介内容については、日本海テレビでの番組審議会において、「著者の環境に対する思いの説明が足らない」との指摘もあった。
詳細は内部リンク先を参照。
地球の秘密
宮内淳が主催する「影絵劇団かしの樹」による影絵ミュージカル（漫画をミュージカル仕立ての影絵に仕上げた舞台芸術作品）。作曲は小椋佳。1995年6月、全国公演開始。作中の歌詞には、本作での作者の多くの語録が、そのまま採用された。
地球の秘密・坪田愛華物語
東京俳優生活協同組合によるミュージカル。作者の12年の生涯を描く物語。作中では「きのうは大人のしたこと。あすは子供のすること」「人間は地球を鏡にして生きなくちゃ」など、作者が生涯で語った台詞が盛り込まれている。1995年6月、全国公演開始。上演時間は1時間45分。
希望のバトン
ジェームス三木脚本・演出、斐川町民開催による舞台作品。1995年11月23日開催。
オゾン層を守ってネ
岐阜県の飛騨地域の環境ネットワーク「飛騨高山 地球村」による、環境保護をテーマとした紙芝居。夏休みにプールへ行った主人公「アイカちゃん」が地球の分身「アースくん」と出会う物語。2001年8月7日、初演。

### CD-ROM
地球の秘密 for Windows
富士通制作によるクイズ形式の環境教育用CD-ROM。1994年7月10日発売。売上の一部は地球環境平和財団を通じて地球環境の保全に役立てられている。1995年4月から、日本全国約500の小中学校で利用が開始された。
地球は今
本作をもとにした子供向けの環境問題解説用CD-ROM。製作元は大阪府茨木市のコンピューターソフトウェア企業・イーディーコントライブ。宝塚歌劇団（当時）の初風緑がナレーションを担当した。1998年（平成10年）1月発売。
アース君とドードーの地球救出大作戦
スモッカワールド制作によるミニゲーム形式の環境教育用CD-ROM。

### テレビ番組
地球大好き! 子供たちの森と海と空
1993年に毎年4月21日が「民放の日」と定められたことでの特別番組として、1993年4月29日に日本テレビと系列局30局、テレビ神奈川の全国31局ネットで放送された。『地球の秘密』を軸とし、作者の生地である斐川町のその後と、日本各地で環境保護のために活動する子供たちや、日本国外の子供たちと自然との触れ合いが、オムニバス風に紹介された。

## 社会的評価

### 日本国内
先述の通り、本作が読売新聞と朝日新聞で取り上げられたことで、作者の家や学校には、本作を読みたいとの問合せが殺到した。作者の両親は私費で100部を増刷。1992年（平成4年）2月には、新聞記事で本作を知った地元の斐川町が、より多くの希望者に本作を届けることを望んで協力を申し出て、教育委員会が町の予算を用いて400部を増刷し、町内の小・中学校の全学級に配布した。その後も、日本全国の自治体から「啓発用に使いたい」、全国の学校から「授業で用いたい」との要望が殺到した。
斐川町は漫画の技術の高さ、内容の充実さを評価した。その完成度には「小学6年生の作品とは思えないほど」との声も多く挙がっており、「地球に住むすべての人々への遺書」との声もあった。本作の完成と作者の死去がクリスマスの時期であったこと、本作のキャラクターである地球の精霊「アース」が少年少女に後を託して消え去る構成であることから、本作を「神の思し召しとしか思えない」という関係者の言葉もあった。身内の評価であるが、作者の父である坪田正は講演において、本作が大きな反響を呼んでいることについて「小さいことは大きなことへと通ず、愛華を通して私が教えられた事」「あの本を毎日読んでいると、環境問題だけではなく、人間の生き方や考え方そのものを問いかけている、と思えてきました」、母の坪田揚子は「愛華の声は、（地球を守ってという）子供たちの声の代表だと思う」と後に語っている。
同1992年4月には町による計5000部の増刷後、行政による増刷は予約分のみで精一杯であったことから、増刷が終えられた。しかし、その後も入手方法に関する問合せが途絶えることは無かった。同1992年には、環境省による環境白書の表紙にも採用された。
同1992年、グラフィックデザイナーの粟津潔が委員長を務める「海を救おうキャンペーン実行委員会」が、「21世紀 残そう美しい海」のテーマで子供たちの絵を募集していたところ、その委員会の1人が本作を手にしており、本作が粟津らの目に留まることとなった。粟津は本作の完成度、本作に込められた人間や生物への想いに感嘆し、作者を「現代の神童」と評価した。実行委員会事務局次長の篠原裕幸は「大人が気づかなかったことを、小学生が深く考えている。愛華さんの『地球の秘密』は、その一つの象徴でした」、「海を救おうキャンペーン」事務局の北村明彦は、「12才の少女が描いたとは思えないほど完成度が高いんです。わたしたちのいいたいことを愛華ちゃんは漫画で実によく表わしていまして、驚いたくらいなんです」と語った。委員会では「地球環境が危機にある時に、日本の子供がこんな本を残したことに神秘的なものを感じる」との声もあった。
同1992年12月に東京都の荒川区立第一中学校で、文化祭の学習展示会で環境問題に取り組んだ際には、本作が取り上げられたことで、自分たちの身の回りで可能な範囲で環境保護に努める生徒たちが増加するに至った。この学校の社会科担当の教員は、同世代の少女が本作を描いたことで生徒たちに反響が大きかったとみている。
1993年（平成5年）5月には、第126回国会環境委員会において、同委員である草野威が本作をテレビで知って感嘆し、以下の通り述べた。
同1993年4月には、4月21日が「民放の日」に制定されたことにちなみ、本作を軸とした特別番組『地球大好き! 子供たちの森と海と空』が日本テレビで放送された。この放送に当たっては、日本テレビのチーフプロデューサーである有山至が、本作で環境破壊を批判するのではなく、何か行動しようと声をあげているプラス志向を評価した。
1994年（平成6年）、地球環境平和財団において会員組織「地球の秘密AIKAクラブ」が発足した。作者の遺志を継ぎ、未来の世代に美しい地球を残すため、会員同士で連携して行動することを目的としている。同1994年頃には、本作に共感した子供たちから愛華の生家へ届けられる手紙が、500通を超えていた。漫画以外にも、アニメや舞台作品など、多くのメディアミックス作品も発表された。
同1994年、環境庁の環境白書を漫画化した『マンガで見る環境白書』に、本作で登場する地球の精霊「アース」が、舞台回しのキャラクターとして採用された。6月の販売以来、同庁には問合せが相次ぎ、大蔵省印刷局が同年発行した書籍の中では3位と、本家の環境白書を大きく上回る売れ行きを示した。当時の計画調査室係長であった川上毅は「白書に付き物の固いイメージをなくし、多くの人に理解してもらえないかと発案した。愛華さんのキャラクターを使わせてもらったのは、小学生の環境への視点を大事にしたかったので」「子どもの目の高さに立った原作がいい」「入庁時の私だって、これほど環境問題を理解していたか」と感嘆した。
1995年（平成7年）6月に、「影絵劇団かしの樹」による影絵ミュージカル『地球の秘密』が開催されるにあたり、作曲を担当した小椋佳は、以下のように語った。
また、同ミュージカルの演出の西川徹は、ごく普通の少女が人々の心を動かす作品を作り上げたことに惹かれたといい、「愛華さんの純粋な12年間は、生きること、人間とは何かということを教えてくれます」と語った。地球環境平和財団の事務局長である矢野等子は「子どもとは思えない完ぺきな内容です。自然の素晴らしさや命の大切さをわかりやすく説いていることが、人々に訴えるのでしょう」と話した。
1996年（平成8年）3月発売のアニメビデオ作品『地球の秘密』で、地球の精霊「アース」の声優を担当した薬師丸ひろ子は、「愛華さんのメッセージを今後も語り継いでいかなくては、という思いで仕事をしました」と語った。
2004年（平成16年）には、当時の島根県知事である澄田信義、作者の母の坪田揚子、本作をもとにしたミュージカル『あいと地球と競売人』の歴代主演者たちによる「地球温暖化防止座談会」が行われ、澄田は本作を以下の通り評価した。
国際連合人口基金事務局次長であった北谷勝秀は、講演において人類愛にまつわる3人の女性として、金子みすゞ、坪田愛華、マザー・テレサの3人をよく挙げており、「『地球の秘密』に描かれている人類愛、私たちに対するメッセージには涙を禁じえません」と述べた。
2005年（平成17年）には、地球温暖化防止に向けた京都議定書の発効に際し、環境昆虫学者の岩佐光啓（帯広畜産大学教授）が本作を以下のように評価した。
2008年（平成20年）、日本海テレビにより、子供たちの優れた環境活動を顕彰する「こどもエコグランプリ」が制定された。優れた環境活動を行なう子供たちに「坪田愛華賞」「アースくん賞」などが授賞されている。
国際連合が持続可能な開発目標(SDGs)を提唱した後には、環境問題の解決がSDGsの柱の一つとして注目されていることから、『地球の秘密』で描かれている地球の歴史や自然界の仕組み、環境破壊の現状や、世界平和や貧困解消を環境問題解決の糸口とする考えが、SDGsの理念に通じるとの声や、SDGs提唱の30年前の作品にSDGsの目標が盛り込まれている点を評価する声も上がっている。
2025年（令和7年）4月には、作者の母校である西野小学校で、この漫画の制作過程と内容の一部を紹介した教科書が採用されて、生徒たちからその内容に対して大きな反響の声が上がった。

### 日本国外
先述の通り、「海を救おうキャンペーン実行委員会」の目が本作に留まったことで、本作は粟津潔らの手により、英訳を始めとして、日本国外へも紹介されることとなった。原作ではごく一部が色鉛筆で彩色されているのみだったが、この英訳に際し、専門家の手により作者の色遣いを再現して彩色が行なわれた。
同1992年5月には、アメリカのニューヨーク国連本部による第1回「国連子供環境絵画展」で展示された。6月にはブラジルのリオデジャネイロで行なわれた「環境と開発に関する国連会議（地球サミット）」でも、日本の地方自治体からの唯一の参加者として、先述の澄田信義により紹介され、会場の参加者たちからは大きな反響が巻き起こった。
1992年10月には、アラブ連盟の環境大臣事務局からの要望に応え、アラビア語版5000部が完成し、エジプトのカイロでのアラブ環境会議へ寄贈された。その背景には、アラブ諸国も湾岸戦争によるペルシア湾への石油流出など、環境上に様々な問題を抱えているという事情があった。
1993年5月頃には、本作を読んだ中国やアラブのシリアの子供たちからも作者の両親宛てに手紙が届いていた。1995年1月には、ケニアのナイロビに置かれている国際連合環境計画の本部に、本作の日本語版と英語版、原画をカラーコピーしたパネル12枚が、地球サミットの模様を伝えるパネルや報告書などと共に永久展示された。
ベトナム大使のヴゥ・ズン(Vu Dung)は、作者の貢献に感謝の意を表して、以下の通り語った。
2004年（平成16年）3月に、モンゴル内陸部のアルファンガイ県へ1000冊を贈呈された際には、ニュースを知った子供たちが集まり、入手できない子供たちが続出した。30キロ、40キロを歩いて来て泣き出す子供もおり、あと10万冊を贈呈すべく、読者たちの協力を仰ぐキャンペーンが開始された。同年4月、森林伐採など環境破壊が大きな問題になったモンゴルのツェツェルレグ市に本作が贈呈される模様が、テレビ朝日の『素敵な宇宙船地球号』シリーズで『地球を守る人 愛する地球へ贈る本』と題して放映され、大きな反響を得た。2007年（平成19年）、日本海テレビの『モンゴルから地球を変える』において、公害による環境汚染に晒されるモンゴルで、先述の坪田正が環境問題改善のために活動する様子と共に、本作がモンゴルの子供たちの環境テキストとして紹介された。
2013年（平成25年）には、坪田正によるモンゴル寄贈などの活動がきっかけとなり、モンゴル健康科学大学が出雲市の島根大学医学部と、歯科医療分野のシンポジウムを通じて交流し、今後の友好の深まりを願った。
その後も本作は英語、フランス語、アラビア語、中国語、台湾語、朝鮮語、ベトナム語、モンゴル語など、全11か国語に翻訳されている。イギリスのイーストボーンでの国連こども環境会議での配布をはじめ、台湾、ケニア、モンゴルなど各国の小学校や子供たちに贈呈されるなど、世界80か国以上で親しまれている。世界合計発行部数は、環境漫画としては空前の60万部に達している。

### 受賞歴
1992年（平成4年）7月、環境庁長官より、社会に対して活発な活動で大きな貢献を行なった若者に贈られる「TOYP大賞」（日本青年会議所主催）の特別賞（環境庁長官賞）を受賞した。
1993年（平成5年）6月。日本政府の推薦により、環境問題に多大な貢献をした者に贈られる、国際連合環境計画の「グローバル500賞」を受賞した。同賞の子供の受賞、そして故人の受賞は史上初であり、日本国内での受賞者は10人に満たなかった。このことは世界中に衝撃を及ぼし、日本国外のニュースでもトップ記事で報道された。国際連合環境計画では、本作は「人類と自然に対する問題に正面から取り組んだ一人の少女の立派な作品」と評価された。
グローバル500賞の表彰式は同1993年6月5日、北京人民大会堂での「世界環境デー記念式典」で行なわれ、坪田正・坪田揚子夫妻が娘の遺影を抱いて出席した。式場では本作は、国際連合環境計画事務局長のエリザベス・ダズウェルにより、以下のように評価され、式場からは拍手が巻き起こった。
1994年（平成6年）6月、作者である坪田愛華に、島根県より島根の誇りとして環境特別功労賞が贈られた。

## イベント
1993年（平成5年）3月、本作をテキストとした、子供たちによる『地球の秘密』駅伝シンポジウムが島根県出雲市で開催され、次いで札幌市、大阪市、東京都、山口県、福島県で開催された。同1993年6月、環境月間に合せ、国立国会図書館での常設展示「環境問題 世界の取り組み」において、日本国内外の環境保護の資料などと共に本作が取り上げられた。
1994年（平成6年）8月、本作および、グローバル500賞の受賞がきっかけとなったことで、国連地球環境子供サミット「かぎりなく青い地球を求めて」が島根県松江市で開催された。このサミットでは、北東アジア地域を中心に、世界各国の自治体や日本国内各県の子供たちが島根に集結し、環境問題について様々な語り合いが行なわれた。サミットは松江市外にも4か所のサブ会場で開催され、日本国外から14か国、日本国内からは78の自治体が参加し、全参加者の数は500人以上に昇った。皇室からは紀宮清子内親王も参加し、異文化コミュニケーターであるマリ・クリスティーヌの講演も行なわれた。実行委員会事務局スタッフの1人は、このサミットを一地方都市である島根で開催できたことを「本作の作者が遺した大きな遺産」と語った。
日本海テレビでは、本作の誕生秘話から本の内容をまとめた映像に合せて同局のアナウンサーが作者のメッセージを伝える『「地球の秘密」アナウンサー朗読会』を開催している。開催された学校の生徒たちからは、作者への共感の声、地球を汚さないようにしたいとの声が上がっている。同局アナウンサーである定常菜都子（入社時は旧姓の岡崎菜都子）も、入社当時から朗読を続けており、この朗読がライフワークとなっている。2014年（平成26年）2月に、作者の母校である西野小学校での朗読会では、「リサイクルなど、エコ活動をもっとがんばりたい」との声が多く挙がった。2020年（令和2年）には新型コロナウイルス感染症の流行に対して、「コロナに打ち克て! キャンペーン」として、YouTubeでの読み聞かせが行われた。

## 関連施設
2000年（平成12年）1月、滋賀県甲賀市水口町の「みなくち総合公園 みなくち子どもの森」の施設「自然館」の巨大壁画の一部に、本作が採用された。地球環境の大切さを訴えることを狙いとしたもので、本作の絵に加え、他にも地球や自然環境をテーマとしての作品が手がけられた。

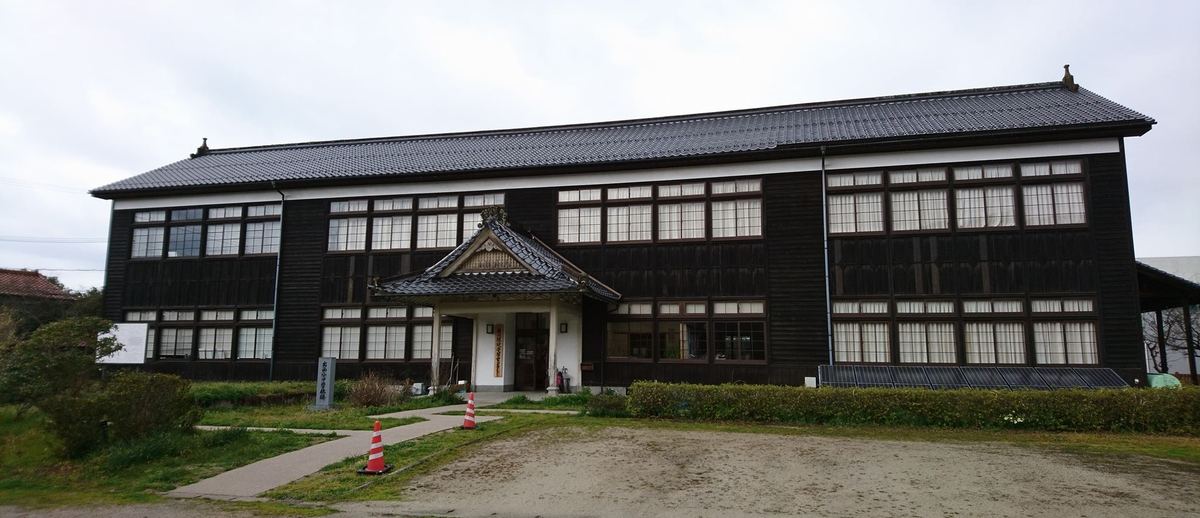
斐川環境学習センター

記念碑「誓いの鐘」

2003年（平成15年）3月23日、環境省の地域調和型エコ・ハウス整備事業の一環として、斐川町に斐川環境学習センターが開校され、センター内の広場「誓いの広場」内に、作者をモチーフとした記念碑「誓いの鐘」が設置された。記念碑の製作者は島根県出身の彫刻家の清水洋一。「誓いの鐘」の除幕式には、除幕式には日本国内の県知事、国会議員ら、翻訳版の各国の大臣、大使らも参列した。センター内では本作、作者の生涯、後述する受賞歴についてのパネルの展示も行われている。
斐川環境学習センターには、先述の「感想（この本を作って）」の文面が、「平和で住み良い地球を目指すメッセージ」として展示されている。このメッセージを結ぶ以下の作者の言葉は、多くのメディアで引用されている。先述の草野威も「本当にすばらしい言葉」と述べている。先述の荒川区立第一中学校の1992年の学習展示会でも、この言葉に多くの生徒たちが感動し「愛華さんの夢をかなえることができるのは今生きている私たち」「地球を守るということは私たちの将来にも関係してくる。今からでも環境保護運動に参加したい」と真剣な感想が集まった。

## 年譜
- 1991年（平成3年）
  - 12月25日 - 原作が彩色を残してほぼ完成[21][32]。
  - 12月27日 - 作者が満12歳で死去[21]。
- 1992年（平成4年）
  - 2月 - 島根県内の小・中学校に配布[22]。
  - 4月 - 斐川町による増刷が終了[68]。英語版5000部が発行[40]。
  - 5月 - ニューヨーク国連本部による第1回「国連子供環境絵画展」で展示[9]。
  - 6月 - ブラジルのリオデジャネイロでの「環境と開発に関する国連会議（地球サミット）」で紹介され、大きな反響を得る[70]。地球環境平和財団が冊子版を発行[33]。
  - 7月 - 「TOYP大賞」（日本青年会議所主催）の特別賞（環境庁長官賞）を受賞[24]。環境省による環境白書の表紙に採用[74]。
  - 10月 - アラビア語版を5000部を発行し、エジプトのカイロでのアラブ連盟会議で寄贈[23][78]。
  - 12月 - 東京都の荒川区立第一中学校の文化祭の学習展示会で、本作が取り上げられる[79]。
- 1993年（平成5年）
  - 1月 - TBSラジオで『愛華の遺言』が放送[22]。中国語版、5000部を発行[40][72]。
  - 3月 - 本作をテキストとした『地球の秘密』駅伝シンポジウムが開催され、日本全国6か所で開催[40]。
  - 3月2日 - 東京都の荒川区役所で、地元の会社社長が1千万円を寄付。区立小・中学生への本作の配布に活用される[117]。
  - 4月 - 日本テレビで、本作を軸とした特別番組『地球大好き! 子供たちの森と海と空』が放送[81]。
  - 5月 - 人形劇『地球が泣いている』開催[47]。斐川町が1千万円の環境基金を創設[99]。
  - 5月30日 - 日本青年会議所山口ブロック協議会主催「93環境問題セミナー」で本作がスライド上映される[118]。
  - 6月 - 国立国会図書館での常設展示「環境問題 世界の取り組み」で本作が取り上げられる[108]。 国際連合環境計画の「グローバル500賞」を受賞[26]。
  - 8月20日 - 熊本県水俣市での環境情報・教育の拠点である県環境センターの開館記念事業で、本作の原画展が開催[74]。
  - 9月 - 中文（台湾）版が5月と合わせて8000部が発行され、台湾の全小学校図書館へ寄贈[23]。
  - 10月 - 大阪国際平和センターで「今、私たちの地球は… 愛華ちゃんの『地球の秘密』より」が開催され、本作のパネルなどが紹介される[119]。アラビア語版を10000部をアラブ連盟に寄贈[40][120]。
  - 10月1日 - 環境教育用ビデオ『愛華ちゃんの地球』発行[41]。
  - 10月16日 - 宮城県石巻市で、「守ろう“地球号”ひとりひとりが乗組員。いま私たちにできること」をスローガンに「エコみやぎ'93石巻」が開催され、漫画展が実施[121]。
  - 12月 - 中国語版、1万部を発行[40][72]。
- 1994年（平成6年）
  - 2月1日 - 省エネルギーセンターによる第18回エネルギーの有効活用展で、本作の原画展示が行なわれる[122]。
  - 3月 - トヨタ自動車と台湾の企業の協力により、中文版3100冊を台湾の小学校に寄贈[123]。
  - 3月29日 - ミュージカル『あいと地球と競売人』初演[50]。
  - 6月 - 島根県より環境特別功労賞を受賞[22]。
  - 6月3日 - 東京都池袋でトヨタ自動車による「94ビューティフルアース ウイーク」が開催され、本作のパネルが展示[124]。
  - 6月5日 - 環境白書を漫画化した『マンガで見る環境白書』に、本作で登場するキャラクター「アース」が採用される[125]。
  - 7月10日 - 環境教育用CD-ROM『地球の秘密』発売[3]。フランス語版5000部発行[40]。
  - 8月 - 本作がきっかけとなり、国連地球環境子供サミット「かぎりなく青い地球を求めて」が島根県松江市で開催される[70]。
  - 11月 - 地球環境平和財団において会員組織「地球の秘密AIKAクラブ」が発足[83]。ハングル語版2500部発行[23]。
  - 11月11日 - 東京都新宿区で、「世界子供環境絵画展 21世紀に残そう! 美しい地球」が開催され、本作のパネル24点が展示[126]。
- 1995年（平成7年）
  - 1月 - ケニアのナイロビの国際連合環境計画の本部に永久展示[100]。
  - 5月 - 広島ホームテレビで特別番組『アイカ - 地球に抱かれた少女』が放映[127]。
  - 6月 - 影絵ミュージカル『地球の秘密』、ミュージカル『地球の秘密・坪田愛華物語』、共に全国公演開始[40]。
  - 10月 - イギリス・イーストボーンの「国連こども環境会議」へ寄贈[23]。
  - 11月 - 舞台作品『希望のバトン』上演[59]。
- 1996年（平成8年）
  - 3月20日 - 環境教育用アニメビデオ『地球の秘密』発売[2]。
- 1997年（平成9年）
  - 8月27日 - TBS『コロンブスのゆで卵』で、本作と作者の生涯が紹介紹介[128]。
  - 10月18日 - 静岡大学の「気候フォーラム全国縦断連続シンポジウム in SHIZUOKA」で本作のパネル展が開催[129]。
  - 11月 - 北海道旭川市の奉仕団体「国際ソロプチミスト旭川」が、旭川市内の全63小学校に本作など、地球環境問題を扱った本6冊ずつを寄贈[130]。
  - 11月9日 - 高知県の高知城ホールで本作のパネル展、および世界の子供たちの環境ポスター原画展が開催[131]。
  - 12月 - 中学校用英語教科書『NEW HORIZON』に採用[23]。地球温暖化防止京都会期間中に「世界こども環境サミット」が開催され、本作が影響を与える[23]。滋賀県豊郷町の豊日中学校3年生が社会科の授業の一環として「環境問題」に取り組み、本作を資料として採用[132]。
  - 12月21日 - 熊本日日新聞紙上で「地球環境を守るためのおすすめの10冊」の中の1冊として紹介される[133]。
- 1998年（平成10年）
  - 1月 - 本作をもとにした環境問題解説用CD-ROM『地球は今』が発売[63]。
  - 1月17日 - 静岡県富士市で「第2回こどもエコクラブアジア会議」開幕、環境保全活動の発表を通じて日本とアジア地域の子供たちが交流。奉仕団体・国際ソロプチミスト富士が参加者に、本作の日本語版50冊、英語版20冊を贈呈[134]。
  - 1月19日 - 国際ソロプチミスト富士が本作500百冊を富士市教育委員会に教委に寄贈[135]。
  - 3月15日 - 京都府の「京都子供の音楽教室」により本作が合唱組曲となり、京都市伏見区の市呉竹文化センターで上演される[136]。
  - 6月28日 - 環境月間に合わせ、熊本県荒尾市で「環境プラザ98」が開催され、アニメ『地球の秘密』上映[137]。
  - 8月 - 三重県の四日市青年会議所の開催による、四日市市水沢町の少年自然の家で環境勉強会「地球探査船アース号」で本作が紹介される[138]。
- 1999年（平成11年）
  - 6月12日 - 高知県の高知中央郵便局で、本作にちなんだ世界の子供たちによる環境ポスター原画展が開催。作者を取り上げた新聞記事や遺影、本作の英語版も展示[139]。
  - 8月1日 - 岡山県で唯一の「ごみ非常事態宣言」都市である津山市で、ごみ減量や再利用をアピールする「リサイクル&環境フェア」が開催され、『愛華ちゃんの地球』が上映[140]。
  - 9月5日 - 静岡県長田南中学区の「青少年健全育成三校PTA合同講演会」で、アニメ『地球の秘密』『愛華ちゃんの地球』が上映[71]。
  - 10月23日 - 長野県飯田市で環境保全に取り組む団体「ネットワーク飯田・下伊那 地球村」により、飯田市の飯伊地域地場産業振興センターで、アニメ『地球の秘密』が上映[141]。
  - 11月28日 - 東京都足立区の環境活動団体「足立環境ネットちえのわ」が、アニメ『地球の秘密』を上映[142]。
  - 12月15日 - 大阪府大東市で、人権パネル展「愛華ちゃんの地球の秘密」が開催[143]。
- 2000年（平成12年）
  - 1月 - 滋賀県甲賀市水口町「みなくち総合公園 みなくち子どもの森」の施設「自然館」の巨大壁画の一部に本作が採用[114]。
  - 4月 - ベトナム語版がベトナムにて出版[23]。
- 2001年（平成13年）
  - 5月 - 佐賀県の県快適環境づくり推進協議会による環境保護についての冊子『エコライフを始めたくなる本 ピコピコガイド』が、本作を紹介[144]。
  - 8月7日 - 岐阜県の飛騨地域の環境ネットワーク「飛騨高山 地球村」による紙芝居『オゾン層を守ってネ』、初演[60]。
- 2003年（平成15年）
  - 3月1日 - 兵庫県西宮市の作曲家の林晶彦が本作に影響を受け、阪神大震災の被災地から平和の祈りを届けるべく、神戸市でコンサート「大地の祈り」を開催[145]。
  - 3月23日 - 斐川町に斐川環境学習センターが開校、記念碑「誓いの鐘」設置[17]。
  - 7月12日 - 静岡市立大里西小学校のPTA成人教育委員会により、静岡市の大里公民館で映画上映会が開催され、アニメ『地球の秘密』が上映[146]。
  - 10月 - 「誓いの鐘」除幕式典に参したモンゴル国環境大臣の要請に応えて、作者の両親がモンゴル語版1万部を、モンゴル国首都ウランバートル第一学校へ贈呈[23]。
  - 12月3日 - 大分県の日田市役所で「第2回子ども環境会議」が開催され、出席した小中学生に本作が配布される[147]。
- 2004年（平成16年）
  - 2月5日 - 全国都市清掃会議による「第25回全国都市清掃研究・事例発表会」が島根県松江市島根県民会館で開催され、本作が特別展示[148]。
  - 2月7日 - 静岡県富士市の大淵公民館で、環境問題をテーマにした「ビデオ上映会とお話の会」が開催され、アニメ『地球の秘密』『愛華ちゃんの地球』が上映[149]。
  - 3月 - モンゴル内陸部のアルファンガイ県、ツェツェルレグ市に本作が贈呈される模様が、テレビ朝日の『素敵な宇宙船地球号』シリーズ『地球を守る人 愛する地球へ贈る本』で放映[22][102]。
  - 5月29日 - 日本海テレビ制作のドキュメンタリー『AIKA 〜響け! いのちの歌声〜』で、斐川町の出東小学校の合唱部を通し、作者のメッセージが取り上げられる[150]。
  - 12月 - 出版文化社より市販本が発行[4]。
- 2006年（平成18年）
  - 3月 - 神戸市の衣料製造業・エフエルエスが、本作のキャラクターである「アース」をデザインしたTシャツを販売[5]。MBSラジオの『神戸こねくしょん』内のコーナー「Love Earth From Kobe」で、子供たちの教育と環境保護のために共同企画として製作されたもので、売上の一部を用いて本作が神戸市内の小学校へ寄贈された[151]。
  - 6月 - 日中友好国際協力活動島根県民交流団が寧夏の小中学校に中国語版1万冊を寄贈[152]。
  - 12月 - 出版文化社が日めくりカレンダー『地球の秘密 楽しく学ぶ地球の不思議』を製作[37]。
- 2007年（平成19年）
  - 1月 - 日本海テレビの『モンゴルから地球を変える』で本作が取り上げられる[103]。
- 2008年（平成20年）
  - 3月 -日本海テレビにより「こどもエコグランプリ」が制定され[153]、優れた環境活動を行なう子供たちへ「坪田愛華賞」「アースくん賞」などが授賞される[92]。
  - 6月 - 愛媛県工業技術センター（後の愛媛県産業技術研究所）で開発された環境浄化微生物「えひめAI」の運用が開始される[154][155]。「えひめAI」の名は本作の作者の名にちなむ[156]。
- 2009年（平成21年）
  - 10月31日、日本海テレビで、ミュージカル『あいと地球と競売人』上演までを追ったドキュメンタリー『みんなすきさ 地球がすきさ』放映[51]。
- 2013年（平成25年）
  - 1月 - 本作の寄贈活動がきっかけとなり、モンゴル健康科学大学が出雲市の島根大学医学部と、歯科医療分野のシンポジウムを通じて交流[104]。
  - 10月 -ミュージカル『あいと地球と競売人』が休演[157]。
  - 11月17日 - 島根県松江市で、環境保護の理解を深める「2013 松江市環境フェスティバル」が開催され、日本海テレビのアナウンサー・岡崎菜都子（定常菜都子）が本作を朗読[158]。
- 2014年（平成26年）
  - 2月25日 - 作者の母校である西野小学校で、岡崎菜都子が朗読を開催[111]。
  - 10月3日 - 同じく西野小学校で、日本海テレビのアナウンサー・殿垣内薫が本作を朗読[159]。
- 2015年（平成27年）
  - 3月6日 - 島根県の松江市立揖屋小学校での朗読会で、殿垣内薫が本作を朗読[160]。
- 2016年（平成28年）
  - 増山麗奈監督による映画『サダコの鶴』で、広島原爆の被曝で死去した少女・佐々木禎子の天国での親友として、作者の坪田愛華が登場した[161]。
- 2018年（平成30年）
  - 9月16日 - ミュージカル『あいと地球と競売人』が5年ぶりの再演[52]。
  - 9月30日 - 同ミュージカル再演の模様が、日本テレビの『イチスペ!』で放映[53]。
  - 11月1日 - 出雲市今市町で、世界の環境問題や克服への取り組みを伝える「わたしと地球の環境展」が開催され、著者の経歴が紹介される[162]
- 2020年（令和2年）
  - 5月8日 - 新型コロナウイルス感染症の流行に対して、「コロナに打ち克て! キャンペーン」として、YouTubeでの定常菜都子による読み聞かせが行われる[112][113]。
- 2022年（令和4年）
  - 4月4日 - 午前0時55分から『NNNドキュメント』で「愛華さんの望み～地球を救う一冊～」が放送された[163]。ナレーションは女優の平岩紙[163]。
- 2025年（令和7年）
  - 4月 - 西野小学校での教科書に採用される[96]。

## 関連書籍
- 坪田愛華・坪田揚子 著、粟津潔編 編『愛華、光の中へ。「地球の秘密」を描いた12歳の少女』朝日出版社、1996年1月25日。ISBN 978-4-255-95052-5。

## 書誌情報
下記の他、前掲『愛華、光の中へ。』に一部が、後掲の参考文献の内の『暮しの手帖』第3世紀39号に全ページが掲載されている。
- 『The secret of earth 地球の秘密』斐川町教育委員会、1992年。全国書誌番号:92030307。（冊子）
- 『地球の秘密 SECRETS OF THE EARTH』地球環境平和財団、1992年6月。 NCID BN13987540。（冊子）
- 『地球の秘密 Secrets of The Earth』出版文化社、2004年12月25日。ISBN 978-4-88338-307-8。